# Fürstenberg-Möhringen
Fürstenberg-Möhringen fue un Condado de Fürstenberg. Era una partición de Fürstenberg-Blomberg, y fue heredado por los Condes de Fürstenberg-Stühlingen en 1641.

## Condes de Fürstenberg-Möhringen (1599-1641)
- Wratislaw I (1599-1631)
- Francisco II (1631-1640)
- Francisco Wratislaw (1640-1641)

- Datos: Q3369673